# انیگمو
انیگمو (انگلیسی: Enigmo) و انیگمو ۲ بازی‌های ویدئویی پازل تک‌نفره برای سکوهای رایانه شخصی، اواس ده، اواس نه، آی‌اواس، پس‌اس‌پی، ویندوز فون ۷ و اندروید می‌باشند که توسط پانگا سافت‌ویر و بیت‌شپیرز توسعه و نشر پیدا کرده‌اند. این بازی‌ها اولین بار در سال ۲۰۰۳ منتشر شدند.
بازی انیگمو در سال ۲۰۰۳ توسط شرکت پانگئا سافتور ساخته شد و در آن زمان پرفروش ترین بازی این شرکت محسوب می شد. گرافیک بازی به صورت سه بعدی طراحی شده بود، اما مکانیک بازی فقط در محورهای افقی و عمودی کار می کرد. 
در این بازی، مایعات مختلف مانند آب، روغن و گدازه از نقاط مشخصی ریخته می شدند و با برخورد به دیواره ها مسیرشان عوض می شد. بازیکن باید با استفاده از ابزار محدودی مثل بافرها، لغزنده ها، شتاب دهنده ها و اسفنج ها، مسیر این مایعات را طوری هدایت می کرد که به مخازن مخصوص خودشان برسند. هر مرحله وقتی کامل می شد که هر مخزن حداقل ۵۰ قطره از مایع مربوطه را دریافت کند.
بازیکنان علاوه بر مراحل آماده بازی می توانستند با ابزار ساخت سطح موجود در بازی، مراحل جدیدی طراحی کنند یا مراحل ساخته شده توسط دیگران را از سایت پانگئا دانلود کنند.
این بازی در نسخه های مختلفی منتشر شد:
- در سال ۲۰۰۴ نسخه ای برای ویندوز موبایل توسط شرکت آسپیر مدیا ساخته شد که روی دستگاه دل اکسیام عرضه گردید.
- در ژانویه ۲۰۱۱ نسخه ای به عنوان پی اس پی مینی برای پلی استیشن استور توسط بیت شیپرز منتشر شد.
- در مه ۲۰۱۱ هم نسخه ای برای ویندوز فون ۷ عرضه شد.